# Saint-Flour-Sud (tổng)
Tổng Saint-Flour-Sud là một tổng của Pháp, thuộc tỉnh Cantal trong vùng Auvergne-Rhône-Alpes.

## Các đơn vị trực thuộc
Tổng này gồm 12 xã:
- Alleuze
- Cussac
- Lavastrie
- Neuvéglise
- Paulhac
- Saint-Flour (khu vực phía nam)
- Sériers
- Tanavelle
- Les Ternes
- Ussel
- Valuéjols
- Villedieu

## Lịch sử
| Ngày bầu cử                      | Tên            | Đảng | Chức vụ                                         |
| -------------------------------- | -------------- | ---- | ----------------------------------------------- |
| Dữ liệu trước năm 2004 không rõ. |                |      |                                                 |
| 21 mars 2004                     | Pierre Jarlier | UMP  | Thượng nghị sĩ du Cantal Thị trưởng Saint-Flour |